# جوشوا هيريك
جوشوا هيريك هو سياسي أمريكي، ولد في 18 مارس 1793 في بيفرلي في الولايات المتحدة، وتوفي في 30 أغسطس 1874 في Alfred, Maine ‏ في الولايات المتحدة. نشط حزبياً في الحزب الديمقراطي. وقد انتخب عضو مجلس النواب الأمريكي ‏.